# Базелски мир
Базелският мир от 1795 г. се състои от 3 мирни договора на Франция (представлявана от Франсоа дьо Бартелеми), с които приключва Войната на Първата коалиция.
Франция договаря мир с Прусия (представяна от Карл Август фон Харденберг) на 5 април, с Испания – на 22 юли, приключвайки Пиренейската война, с Хесен-Касел (представяна от Фридрих Сигизмунд Вайц фон Ешен) – на 28 август, завършвайки първия етап от френските Революционни войни срещу Първата коалиция.
Ефектът се състои в появяването на Първата френска република на сцената на големите европейски сили. Прусия признава френския контрол над западния бряг на Рейн, докато Франция възвръща всички завладени през войната земи на изток от Рейн. Испания отстъпва източните две трети от остров Испаньола на Франция.

## Значение
Договорите позволява на революционна Франция да успокои и да раздели враговете си (съюзници в Първата коалиция) един по един, и да се очертае като голяма европейска сила.
Споразумението между Франция и Прусия на 5 април 1795 г. е в процес на обсъждане още през 1794 г. Прусия се оттегля от коалицията, която работи върху предстоящото разделяне на Полша, и, където е уместно, изтегля свои войски, струпвайки ги срещу Австрия и Русия. Прусия тайно признава френския контрол на западния бряг на река Рейн, в очакване на цесия от Имперската диета, докато Франция връща земите на изток от река Рейн, окупирани по време на войната. През нощта на 6 април, документът е подписан от представителите на Франция и Прусия, Франсоа дьо Бартелеми и Карл Август фон Харденберг. Всъщност, те не са лице в лице при подписването, а всеки е там, където е настанен – в Росхоф или Маркграфлерхоф, и документите за подписването са пренесени с куриер. Частта, в която се отстъпва левия бряг на река Рейн на Франция, е в таен член на договора, заедно с обещанието, че Прусия ще бъде обезщетена с десния бряг, ако левия бряг на река Рейн остане към Франция при окончателния общия мир. Петер Oкс съставя договора и служи като посредник.
Прусия се придържа към споразумението от Базел до 1806 г., когато се присъединява към Четвъртата коалиция.
Във втория договор от Базел (22 юли 1795 г.) Испания отстъпва източните две трети от остров Испаньола на Франция. Французите отново подписват договора през нощта. Испания е представена от Доминго д'Ириарте. Този път това е направено в имението на Петер Окс в Холщайнерхоф.
Тези договори с Прусия и Испания имат ефект на нарушаване на съюза между двата основни опонента на Френската република от войната на Първата коалиция.
На 28 август 1795 г. е подписан и третия договора от Базел. Това е мирно споразумение между Франция и княжество Хесен-Касел, подписано от немска страна от Фридрих Сигизмунд Вайц фон Ешен.